# Gumpoldskirchen
Gumpoldskirchen is een gemeente in de Oostenrijkse deelstaat Neder-Oostenrijk, gelegen in het district Mödling (MD). De gemeente heeft ongeveer 3200 inwoners. Gumpoldskirchen heeft een oppervlakte van 8,11 km². Het ligt in het noordoosten van het land, ongeveer 20 km ten zuiden van de hoofdstad Wenen.
Gumpoldskirchen is bekend vanwege zijn wijnbouw. In de plaats bevinden zich een groot aantal Heurigen (wijnschenkerijen). Het plaatsje heeft een renaissancestadhuis en een gotische parochiekerk. Voor het raadhuis staat een schandpaal (Pranger) uit 1563.
Gumpoldskirchen is met 15 letters de langste isogram-plaatsnaam in Europa.

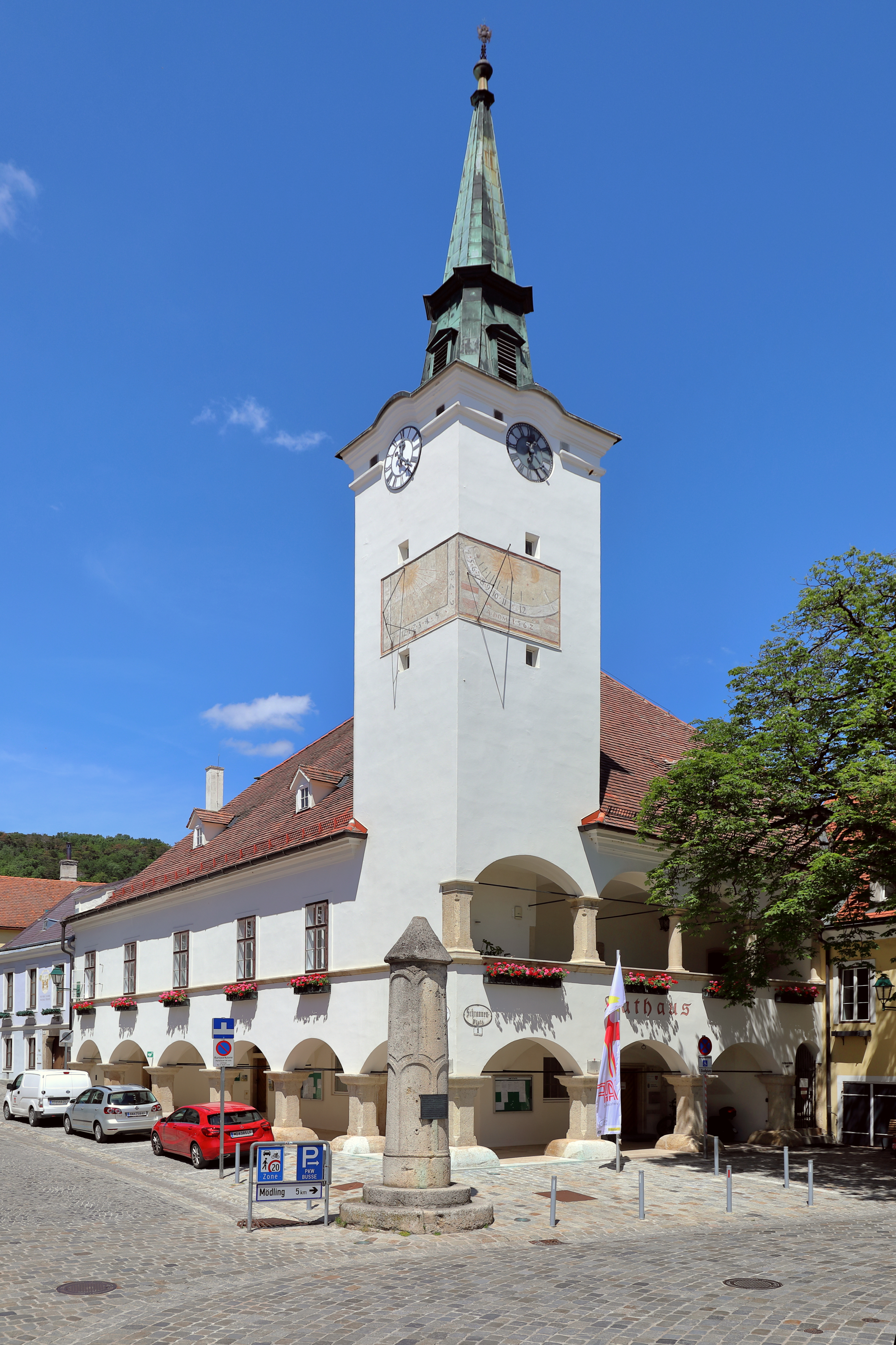
Raadhuis met schandpaal en zonnewijzer

Achau · Biedermannsdorf · Breitenfurt bei Wien · Brunn am Gebirge · Gaaden · Gießhübl · Gumpoldskirchen · Guntramsdorf · Hennersdorf · Hinterbrühl · Kaltenleutgeben · Laab im Walde · Laxenburg · Maria Enzersdorf · Mödling · Münchendorf · Perchtoldsdorf · Vösendorf · Wiener Neudorf · Wienerwald
- Gemeinsame Normdatei: 4094269-7
- Library of Congress Control Number: n78073946
- MusicBrainz: b01b8796-7b55-46a9-bc19-75fe055f81e8
- Nationale Bibliotheek van Tsjechië: ge1078167
- Nationale Bibliotheek van Israël: 987007547816105171
- Virtual International Authority File: 152425092
- WorldCat: E39PBJxWTfG3kv4Drmfqpcj6Kd